# Golsch (Einheit)
Golsch, Kolsch und Kölsch, war nur in einigen oberdeutschen Gegenden ein übliches Wort für eine besondere Art eines Barchents mit blauen Streifen. Besonders in Ulm und Umgebung war das Wort gebräuchlich, da hier der Schwerpunkt für die Herstellung dieser besonderen Stoffe lag. Das Gewebe wurde auch als Gällischer Zwilch (abgeleitet von Gallien) bezeichnet, weil es eine französische oder „wälsche“ Erfindung gewesen sein soll. Ableitungen des Begriffes vom Oberdeutschen „Külle“, „Kölsche“ wird angenommen, vergleiche auch Kelsch. Die blauen Streifen im Gewebe werden mit blauen Striemen von Schlägen assoziiert.
Aus diesem Gewebe heraus entwickelte sich ein Maßbegriff. Ein Stück Golsch, welches auch nur „ein Golsch“ schlechthin genannt wurde, hatte 72 Ellen. Die größere Stückmaßeinheit war das Fass.
- 1 Golsch = 1 Stück Tuch mit 72 alten Ulmer Ellen = 40,93 Meter
- 1 Fass Golschen = 30 Stück.